# ワシーリー・ゴルドフ
ワシーリー・ニコラエヴィッチ・ゴルドフ（ロシア語: Васи́лий Никола́евич Го́рдов、1896年11月30日 - 1951年12月12日）は、ソ連の軍人。大将。ソ連邦英雄。

## 経歴
カザン県マトヴェーエフカ村（現タタールスタン共和国メンゼンリンスキー地区）の農家出身。1915年、ロシア帝国軍に召集され、先任曹長で終戦を迎えた。
1917年12月、赤衛隊に入隊。1918年から全連邦共産党（ボリシェヴィキ）に入党。ロシア内戦時、東部及び西部戦線で中隊、大隊、連隊を指揮し、マフノ匪賊の殲滅に参加した。内戦終結後、各職を経て、1925年、上級指揮要員課程を修了。1925年～1926年の間、モンゴル人民軍の教官を務めた。1927年、「射撃」課程を修了し、狙撃連隊長補佐。1932年、M.V.フルンゼ名称軍事アカデミーを卒業。1933年～1935年、モスクワ歩兵学校参謀長、その後、狙撃師団参謀長。1937年、狙撃師団長。1939年、カリーニン軍管区参謀長、1940年、沿ヴォルガ軍管区参謀長。
独ソ戦時、第21軍参謀長（1941年6月～9月）、第21軍司令官（1941年10月～1942年6月）、スターリングラード戦線司令官（1942年6月～9月）、第33軍司令官（1942年10月～1944年3月）、第3親衛軍司令官（1943年4月～1945年5月）を歴任し、スターリングラード攻防戦、ルジェフ・ヴャゼム、スパス・デメン、スモレンスク作戦、ウクライナとポーランドの解放、ベルリン及びプラハ作戦に参加した。
戦後、沿ヴォルガ軍管区司令官に任命。1950年、コルホーズとスターリン個人について私見を述べたため逮捕され、獄死した。死後、名誉回復。

## 表彰・受勲
ソ連邦英雄（1945年）。レーニン勲章2個、赤旗勲章3個、一等スヴォーロフ勲章3個、一等クトゥーゾフ勲章、赤星勲章を受章。